# Elecciones estatales de Sonora de 2003
Las elecciones estatales de Sonora de 2003 se llevaron a cabo el domingo 6 de julio de 2003, simultáneamente con las principales elecciones federales, y en ellas se renovaron los siguientes cargos de elección popular:
- Gobernador de Sonora. Titular del Poder Ejecutivo del estado, electo para un periodo de seis años no reelegibles en ningún caso, el candidato electo fue Eduardo Bours Castelo.
- 72 Ayuntamientos. Compuestos por un presidente municipal y un grupo de regidores, electos para un periodo de tres años no reelegibles para el periodo inmediato.
- 33 diputados del Congreso del Estado. 21 electos por mayoría relativa en cada uno de los Distrito Electorales y 12 por el principio de representación proporcional mediante un sistema de listas.

## Resultados electorales

### Gobernador
|  | 45.60 % |

|  | 44.63 % |

|  | 6.30 % |

|  | 1.30 % |

|  | 0.0 % |

|  | 0.31 % |

|  | 1.83 % |

|  | 100.00 % |

### Municipios

#### Ayuntamiento de Hermosillo
- María Dolores del Río  Hecho

#### Ayuntamiento de Cajeme
- Armando Félix Olguín  Hecho

#### Ayuntamiento de Agua Prieta
- David Figueroa Ortega  Hecho

#### Ayuntamiento de Caborca
- Héctor Cañez Ríos  Hecho

#### Ayuntamiento de Cananea
- Francisco García Gámez  Hecho

#### Ayuntamiento de San Luis Río Colorado
- José Inés Palafox Núñez  Hecho

#### Ayuntamiento de Magdalena de Kino
- Luis Alfonso Robles Contreras  Hecho

#### Ayuntamiento de Nogales
- Antonio de la Fuente Manriquez  Hecho

#### Ayuntamiento de Guaymas
- Carlos Zataráin González  Hecho

#### Ayuntamiento de Navojoa
- Gustavo Mendivil Amparán  Hecho

#### Ayuntamiento de Nacozari de García
- Manuel de Jesús Tarín Urrea  Hecho

|                                                         | Partido Acción Nacional                     | 23 |
|                                                         | Alianza PAN-PRD                             | 2  |
|                                                         | Partido Revolucionario Institucional        | 39 |
|                                                         | Alianza para Todos (PRI, PVEM)              | 1  |
|                                                         | Alianza para Todos (PRI, PVEM y PLM)        | 1  |
|                                                         | Partido de la Revolución Democrática        | 5  |
|                                                         | Alianza PRD-Convergencia-PAS-México Posible | 1  |
|                                                         | Partido del Trabajo                         | 1  |
|                                                         | Partido Verde Ecologista de México          | 1  |
|                                                         | Partido de la Sociedad Nacionalista         | 1  |
|                                                         | Fuerza Ciudadana                            | 1  |
| Fuente: Consejo Estatal Electoral del Estado de Sonora. |                                             |    |

### Diputados locales
| Partido/Alianza | Partido/Alianza                      | Diputados locales |
| --------------- | ------------------------------------ | ----------------- |
|                 | Partido Acción Nacional              | 5                 |
|                 | Alianza PAN-PRD                      | 1                 |
|                 | Partido Revolucionario Institucional | 15                |